# ビーバー川 (ユタ州)

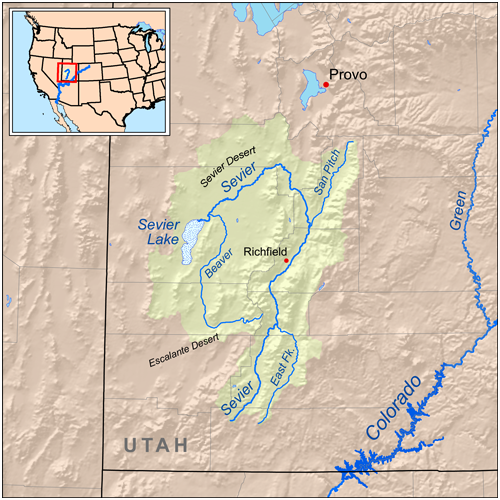
ビーバー川、サビー川の位置

ビーバー川（ビーバーがわ）は、ユタ州西部を流れる長さ180㎞の川。サビー川を経てサビー湖へといたる。
ビーバー川はビーバー郡西部、ビーバーの町付近のタッシャー山地内から流れ出し、ビーバーバレーを通って西に48㎞流れてエスカランテ砂漠に至る。そこで北へと向きを変えるが、ここからは水は常時流れてはいない。北へ130㎞進んでミルフォードを通過してミラード郡へと入り、デルタの南でサビー砂漠に至ると西へと向きを変えてサビー川へ合流する。
流域面積は6,390 km2で、その大半は砂漠である。人口はおよそ3500人で大半はビーバーの町に集中している。上流部には灌漑目的のロッキーフォード・ダムがあり、マイナースビル湖が作られている。